# 夏威夷太平洋大學
夏威夷太平洋大學（Hawaii Pacific University, HPU）是美国夏威夷州檀香山規模最大的一所私立大學，創立於1965年。HPU的學位為美國西部高等教育協會(WASC)及本國教育部所認可，亦為美國社會工作教育協會所認可；護理系也榮獲美國國家護理協會(NLN)認可。同時HPU是美國商學聯合會(AACSB)成員之一，也是國際管理教育協會的成員，獲得夏威夷州高等教育委員會承認，也得到夏威夷護理工會的核准認證。

## 历史
1965年9月17日創校於夏威夷檀香山，原名夏威夷太平洋學院（Hawaiʻi Pacific College），為一所非營利機構所創設的私立學院。1966年九月與檀香山基督學院合併。 1990年改名為夏威夷太平洋大學（Hawaiʻi Pacific University (HPU)）。 1992年與夏威夷羅亞學院合併（Hawaiʻi Loa College）。

## 校園環境
HPU的兩個校區皆位於夏威夷歐胡島。城中校區（Downtown Campus）位於商業中心；距城中校區15公里的羅亞校區（Loa Campus）占地54.63公頃。

## 画廊

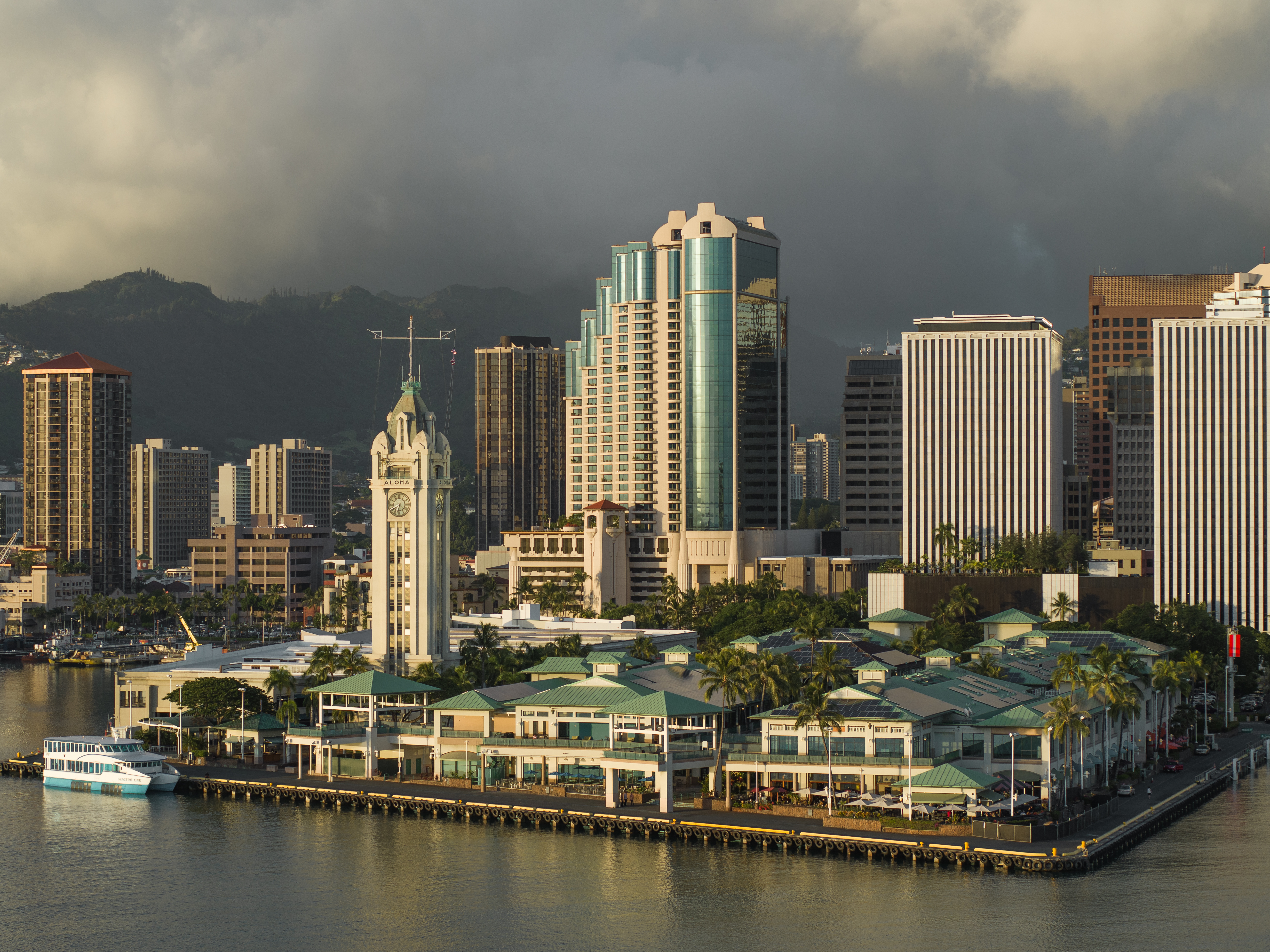
主教学楼
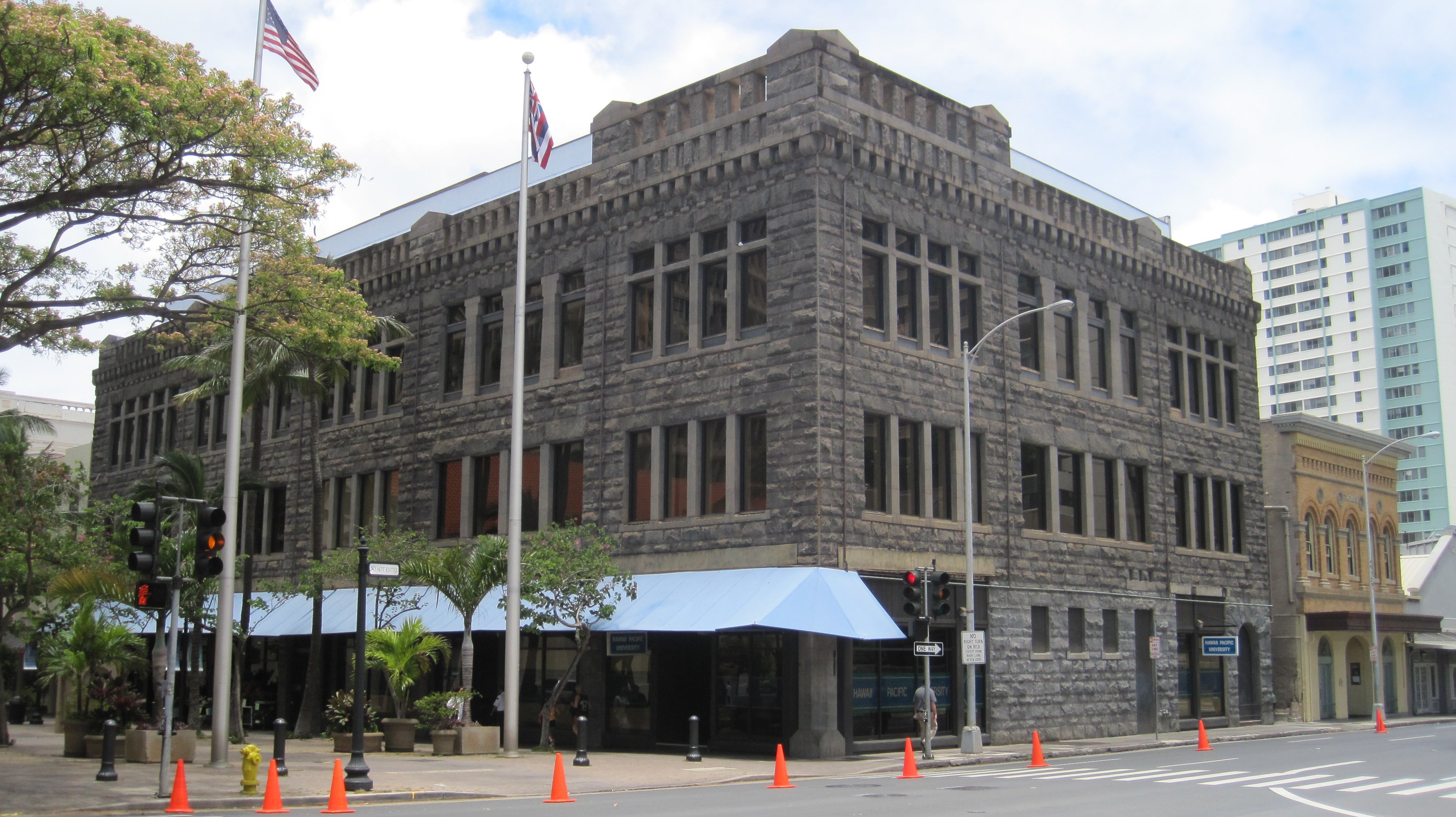
檀香山教学楼